# 박소현 (1976년)
박소현(朴昭炫, 1976년 1월 27일 ~ )은 대한민국의 MBC 전 아나운서이다.

## 학력
- 한영외국어고등학교
- 서울대학교 소비자아동학과

## 경력
| 연도      | 사항                                    |
| --------- | --------------------------------------- |
| 2000~2015 | MBC 공채 아나운서                       |
|           | MBC 아나운서 뉴스·스포츠아나운서부 차장 |
| 2000~2015 | MBC 문화방송에서 퇴사하여 프리랜서 선언 |

## 방송 진행

### TV
- MBC 《저녁뉴스》
- MBC 《정오뉴스》
- MBC 《오후 4시 뉴스》
- MBC 《주말뉴스》
- KBS1 2022.05.05 낮 12시 10분 2022 KBS 창작동요대회 진행

### 라디오
- EBS FM 라디오 《책으로 행복한 12시 박소현입니다》 
 (2016년 12월 5일 ~ 2017년 7월 15일)